# Platini Monzinzi Mpiana
Platini Monzinzi Mpiana, né le 11 novembre 1996 en république démocratique du Congo, est un footballeur international congolais. Il évolue au poste d'attaquant à Al-Khums SC (en), en Libye.
Il est le premier joueur à avoir remporté la Coupe du Congo avec trois clubs différents(AS Maniema Union en 2019, DCMP Imana en 2022 et AS Vita Club en 2024).

## Biographie
Originaire de la république démocratique du Congo, Platini Mpiana commence sa carrière professionnelle dans le championnat national, où il se distingue par ses qualités de buteur. Il attire rapidement l’attention de plusieurs grands clubs congolais.

## Carrière en club
Mpiana se révèle au FC Saint Éloi Lupopo, où il termine co-meilleur buteur avec Fiston Mayele et Jackson Muleka de la Ligue nationale de football,. En décembre 2020, il est transféré au club tanzanien Azam FC pour un contrat de six mois.
De retour en RDC, il rejoint ensuite le DC Motema Pembe, puis l’AS Vita Club. En septembre 2024, il signe avec le club libyen Al-Khums SC (en).

## Palmarès

### En club
Mpiana détient un record inédit dans l’histoire du football congolais ; il est le premier joueur à avoir remporté la Coupe du Congo avec trois clubs différents :
- AS Maniema Union en 2019
- DC Motema Pembe en 2022
- AS Vita Club en 2024[2],[7].

Co-meilleur buteur avec Fiston Mayele et Jackson Muleka de la de la Ligue nationale de football 2019-2020 (12 buts).

## Style de jeu
Mpiana est un attaquant reconnu pour sa rapidité, son sens du placement et son instinct de buteur. Il possède une bonne lecture du jeu et sait se démarquer dans les zones dangereuses. Sa polyvalence offensive lui permet d’évoluer en pointe ou en soutien d’un autre attaquant.

## Statistiques
- Saison 2024–2025 avec Al-Khums SC : 6 matchs, 2 buts[6].